# Huacaybamba (provincie)
Huacaybamba is een provincie in de regio Huánuco in Peru. De provincie heeft een oppervlakte van 1.744 km² en telt 22.843 inwoners (2015). De hoofdplaats van de provincie is het district Huacaybamba.

## Bestuurlijke indeling
De provincie Huacaybamba is verdeeld in vier districten, UBIGEO tussen haakjes:
- (100402) Canchabamba
- (100403) Cochabamba
- (100401) Huacaybamba, hoofdplaats van de provincie
- (100404) Pinra

Ambo · Dos de Mayo · Huacaybamba · Huamalíes · Huánuco · Lauricocha · Leoncio Prado · Marañón · Pachitea · Puerto Inca · Yarowilca